# Prêmio Emmy Internacional Digital de Programa de Ficção
O Prêmio Emmy Internacional Digital de Programa de Ficção é uma das categorias do Prêmio Emmy Internacional Digital entregue desde 2009 pela Academia Internacional das Artes & Ciências Televisivas a conteúdos criados para plataformas digitais (mobile, internet, TV interativa e outros). Os vencedores são conhecidos durante o MIPTV, em Cannes, na França.

## Vencedores
| Ano  | Vencedor                      | País        | Emissora                                                                      |
| ---- | ----------------------------- | ----------- | ----------------------------------------------------------------------------- |
| 2009 | Scorched                      | Austrália   | Firelight Productions / Goalpost Pictures / Essential Media and Entertainment |
| 2010 | Primeval Evolved              | Reino Unido | ITV 1 / itv.com / Hoodlum / Impossible Pictures                               |
| 2011 | Shankaboot                    | Reino Unido | Batoota films / BBC World Service Trust                                       |
| 2012 | Endgame Interactive           | Canadá      | Secret Location / Shaw Media / Thunderbird Films                              |
| 2013 | Guidestones                   | Canadá      | 3 o'clock.tv / iThentic                                                       |
| 2014 | #7DaysLater                   | Austrália   | ABC / Ludo Studio P/L                                                         |
| 2015 | Dina Foxx - Tödlicher Kontakt | Alemanha    | ZDF / UFA / Exozet                                                            |